# Institut indien de technologie de Madras
L'Institut indien de technologie de Madras (Indian Institute of Technology Madras) est un institut public d'ingénierie situé à Chennai (Madras), au Tamil Nadu. Etant l'un des instituts indiens de technologie (IIT), il est reconnu comme Institut d'Importance Nationale (en). Créé en 1959 avec l'assistance technique et financière de l'ancien gouvernement de l'Allemagne de l'Ouest, c'est le troisième IIT établi par le gouvernement de l'Inde.
L'IIT Madras occupe un campus de 2,5 km2, qui faisait autrefois partie du Parc national de Guindy voisin. L'institut compte près de 550 facultés, 8000 étudiants et 1250 personnels administratifs. Une grande partie du campus est une forêt protégée, partie du Parc national de Guindy, abritant un grand nombre de cerfs axis, des antilopes cervicapres, des singes et d'autres espèces rares. Un lac naturel, approfondi en 1988 et 2003, draine la majeure partie de ses eaux de pluie.

## Anciens élèves de l'institut
- Animashree Anandkumar, chercheuse et professeur d'informatique américaine et indienne, spécialiste en intelligence artificielle.

## Galerie

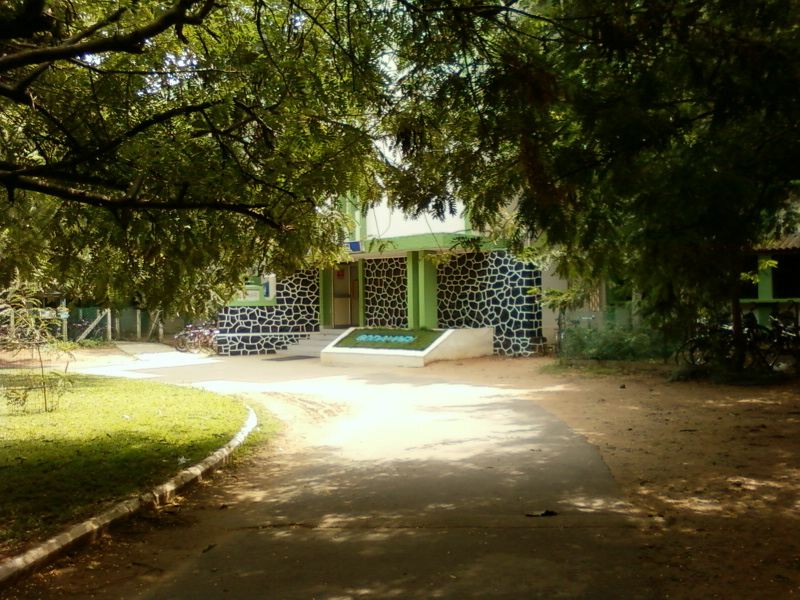
Résidence Godavari.
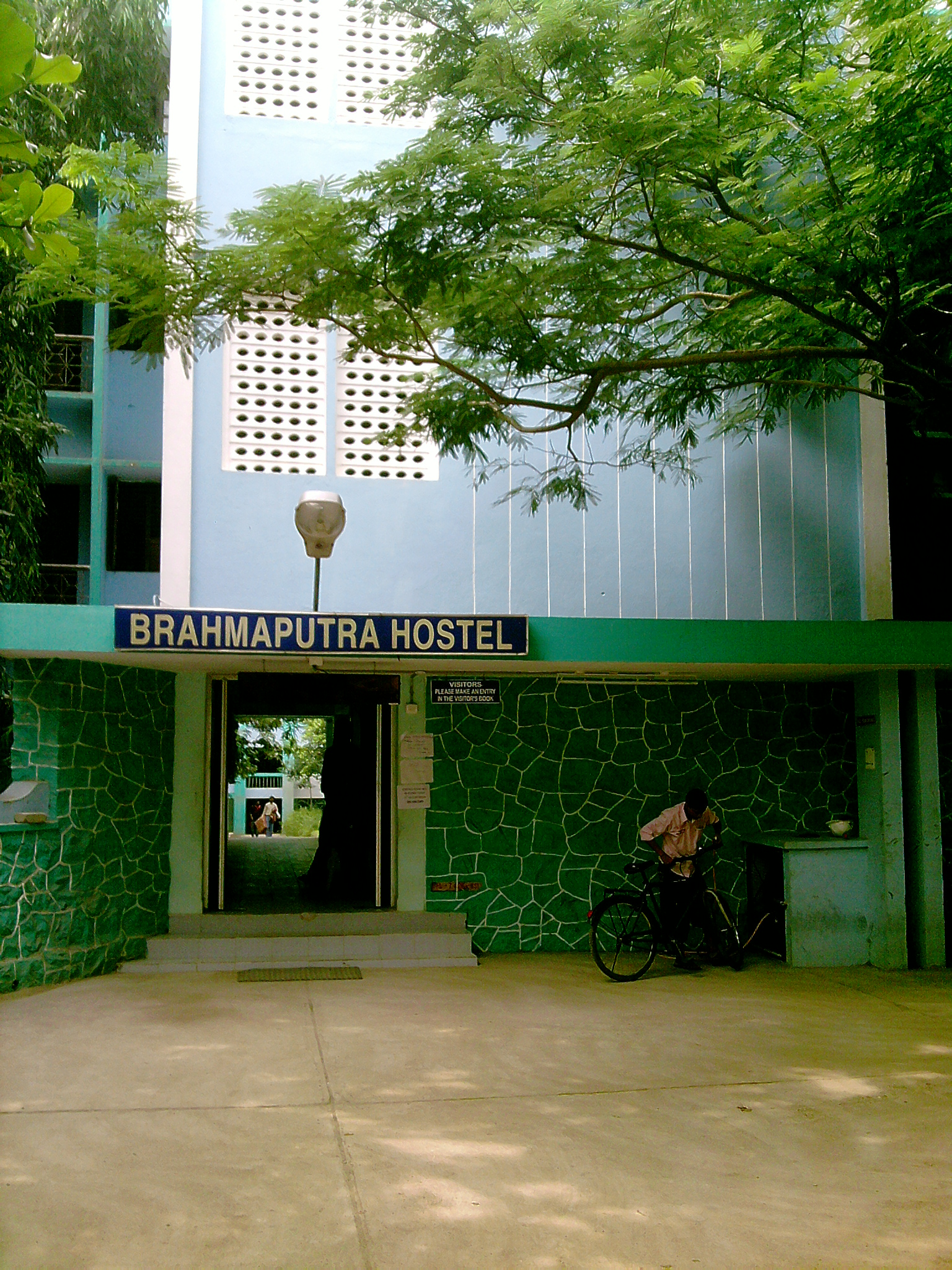
Résidence Brahmaputra
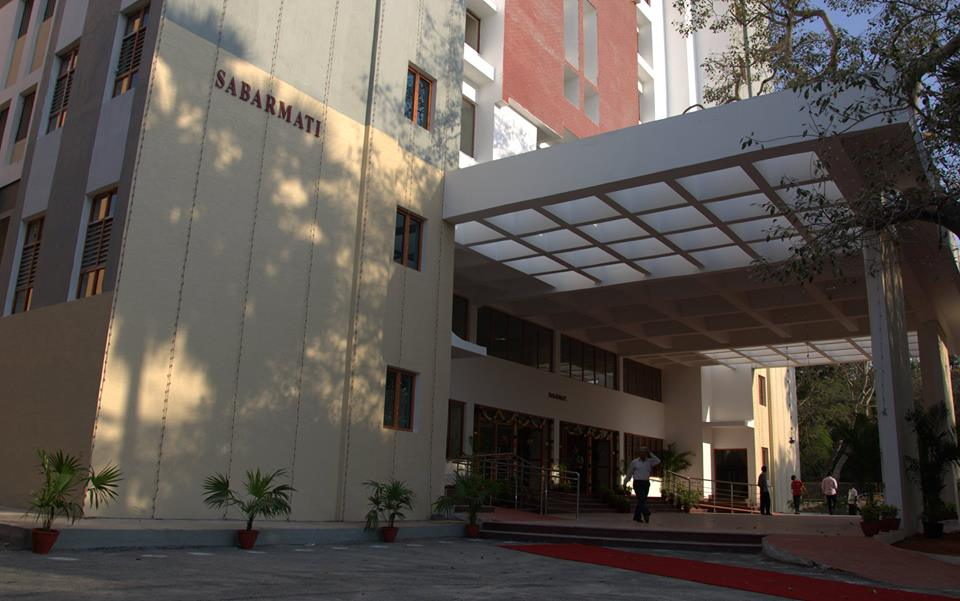
Résidence Sabarmathi
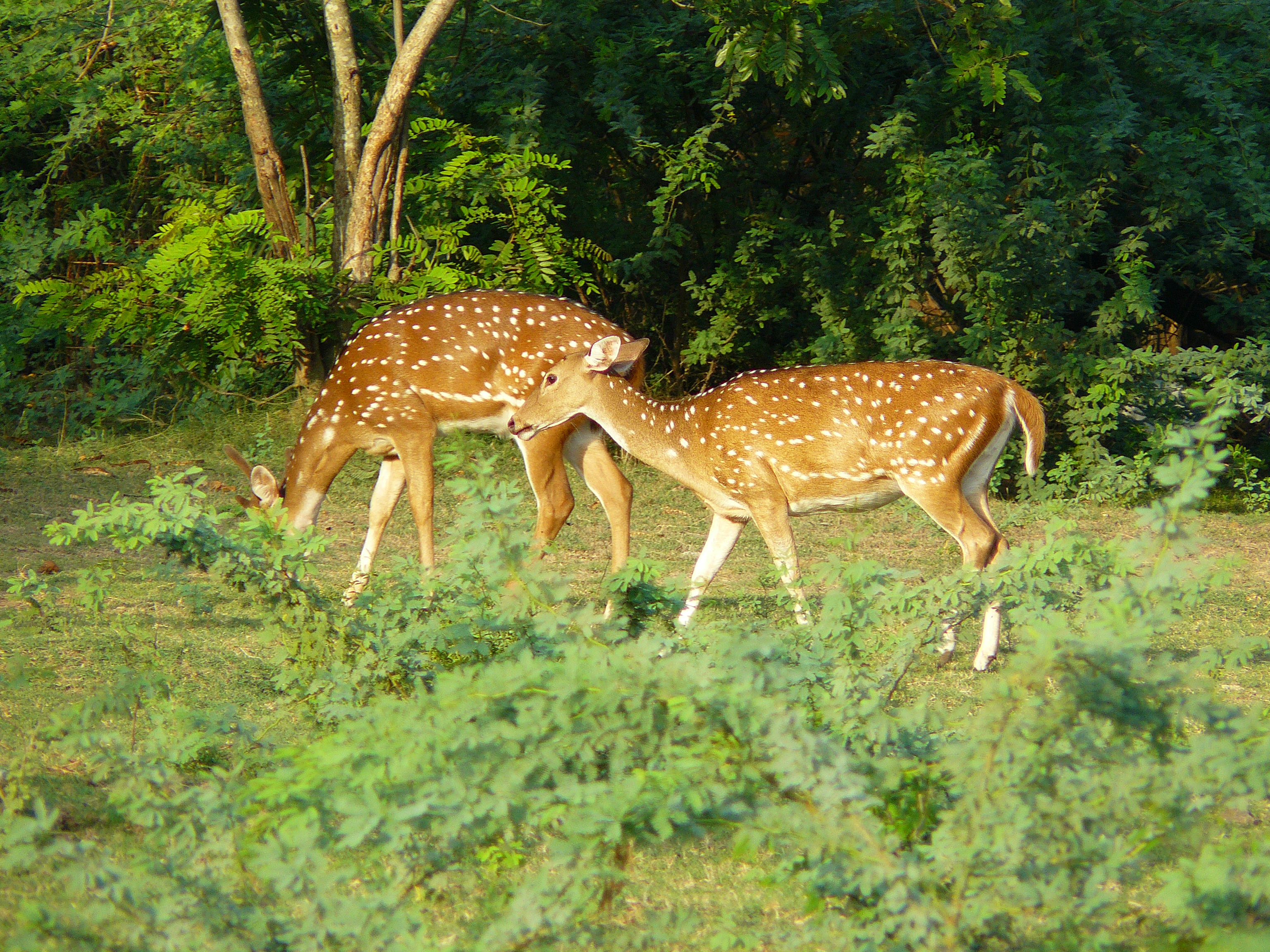
Cerfs au sein du parc
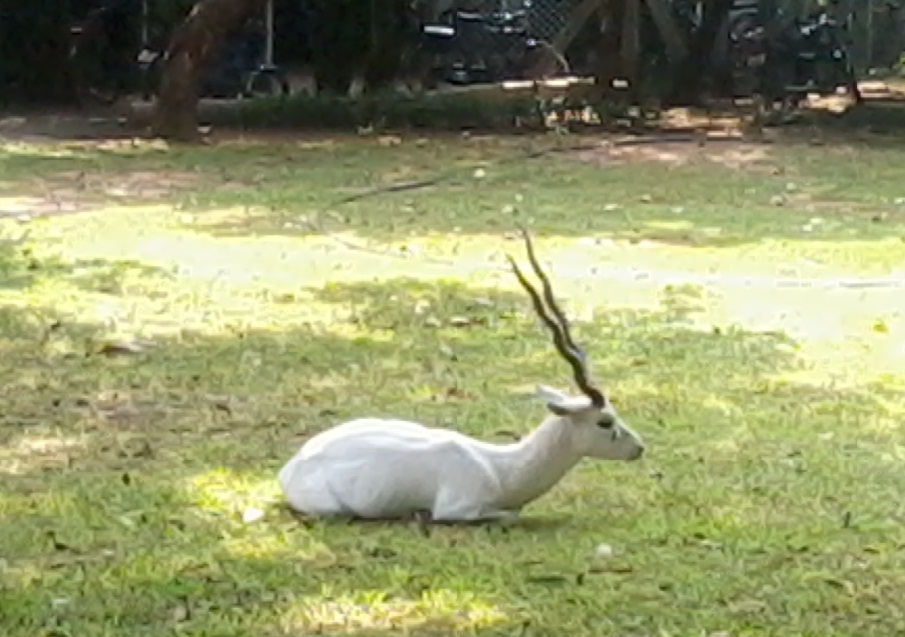
Antilope au sein du parc
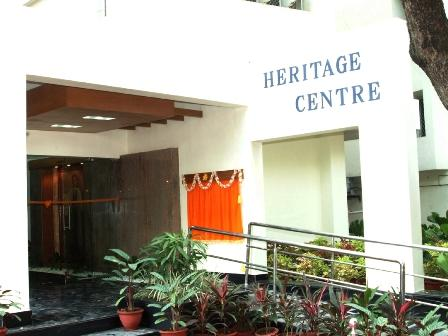
Entrée de l'Heritage Centre de l'IIT Madras